# CM-2109
La CM-2109 es una carretera autonómica de tercer orden de la Red de Carreteras de la Junta de Comunidades de Castilla-La Mancha (España) que transcurre entre Carboneras de Guadazaón y la frontera de la provincia de Valencia por Camporrobles, donde enlaza con la  CV-470 .
Es una carretera convencional de una sola calzada con un carril por sentido. Pasa junto a los municipios de Carboneras de Guadazaón, Arguisuelas, Cardenete, Víllora y Mira. 